# Mesosmittia hirta
Mesosmittia hirta är en tvåvingeart som beskrevs av Andersen och Mendes 2002. Mesosmittia hirta ingår i släktet Mesosmittia och familjen fjädermyggor.
Artens utbredningsområde är Ecuador. Inga underarter finns listade i Catalogue of Life.